# 神奈川県立横浜ひなたやま支援学校
神奈川県立横浜ひなたやま支援学校（かながわけんりつ よこはまひなたやましえんがっこう）は、神奈川県横浜市瀬谷区南瀬谷に所在する高等部単独の特別支援学校。知的障害教育部門を設置している。

## 沿革
2012年
- 4月1日 - 横浜西部・藤沢方面特別支援学校設立準備を開始[1]。
- 11月1日 - 神奈川県条例により、神奈川県立横浜ひなたやま支援学校設置。神奈川県立三ツ境養護学校内にて開校準備に入る。校長に石上信彦が着任。知的障害教育部門高等部を設置。

2013年
- 4月1日 - 開校。
- 4月10日 - 第1回入学式を挙行。
- 11月2日 - 開校記念式典を挙行。この日を開校記念日と定める。

2016年
- 3月11日 - 第1回卒業式を挙行。
- 11月9日 - 神奈川県学校給食特別優良学校表彰を受ける。

2017年
- 11月9日 - 文部科学大臣学校給食表彰を受ける。

2023年
- 11月1日 - 創立10周年記念行事を挙行。

2024年
- 2月26日 - 体育館の空調工事が完成。

## 生徒数
2025年度（令和7年）
- 1年生：40名
- 2年生：42名
- 3年生：43名
- 全校生徒数：125名[2][3]

## 入学者選抜
一次募集は、前期選抜および後期選抜の2段階で実施される。選抜方法は、学力検査、体力・運動能力の検査、面接（本人および保護者）により行われ、これらの結果を総合的に評価して合否が判定される。

## 指定地域
横浜市戸塚区、横浜市泉区、横浜市瀬谷区、相模原市南区（最寄駅が小田急江ノ島線の地域に居住している者に限る）、藤沢市、大和市

## 作業ユニット
- ハウスワークユニット（クリーニング）
- フードサービスユニット（パン製造・販売）
- ビルメンテナンスユニット（屋内清掃）
- オフィスサービスユニット（印刷・製本）
- グリーンサービスユニット（農園芸作業）[6]

## 部活動
- 陸上競技部
- ティーボール部
- 球技部
- バドミントン部
- 卓球部
- 音楽部
- 美術部
- アニメキャラクター研究部
- 調理・お菓子作り部[7]

## 委員会活動
- 生徒会本部
- 学級委員会
- 図書委員会
- 給食委員会
- 体育委員会
- 放送委員会
- 広報委員会
- 保健委員会
- 美化委員会[8]

## 所在地
〒246-0034　神奈川県横浜市瀬谷区南瀬谷2-20 

## アクセス
- 立場駅・いずみ野駅より：神奈中バス「瀬谷駅南口」行または「下瀬谷」行に乗車し、「ひなた山第二」バス停下車、徒歩3分。※「上飯田車庫」行に乗車した場合は、「ひなた山第一」下車、徒歩9分。
- 瀬谷駅より：神奈中バス「立場ターミナル」行に乗車し、「ひなた山第二」バス停下車、徒歩3分。
- 大和駅より：相鉄バス「ニュータウン南瀬谷」行に乗車し、「ニュータウン南瀬谷」下車、徒歩15分。